# Zoetrop

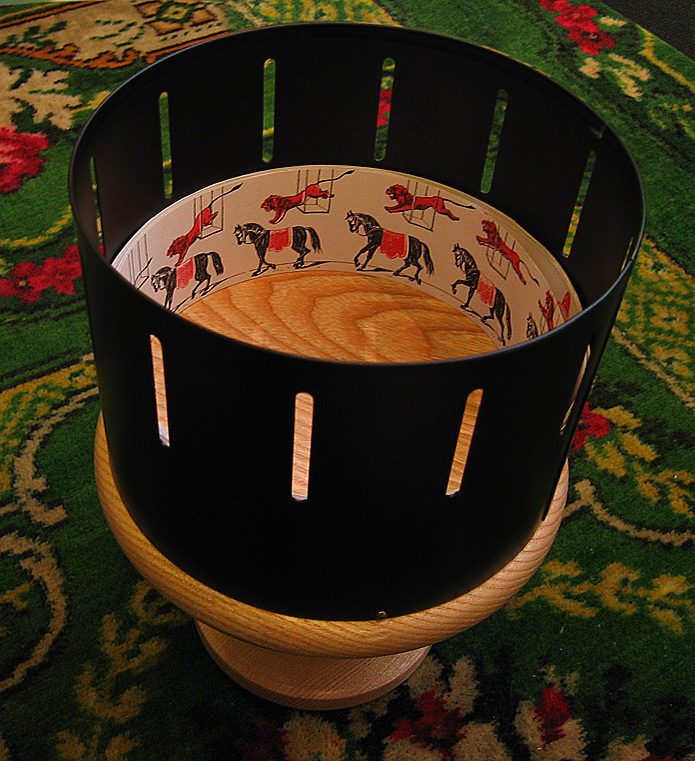
Współczesna replika wiktoriańskiego zoetropu

Zoetrop także zootrop – urządzenie, wykorzystujące efekt stroboskopowy, opatentowane w 1834 roku przez Williama George'a Hornera do oglądania ruchomych obrazów.
Urządzenie nazwane przez wynalazcę  „daedalum” ma postać obrotowego, odkrytego bębna.
Wewnątrz cylindra z naciętymi szczelinami znajduje się seria obrazków przedstawiająca kolejne etapy ruchu. We wprawionym w obrót zoetropie, obserwator widzi obrazki tylko w momentach gdy szczelina znajduje się bezpośrednio przed jego oczami, dzięki efektowi stroboskopowemu sprawia wrażenie ruchomej scenki.
Zoetrop cieszył się dużą popularnością w Stanach Zjednoczonych pod koniec XIX wieku. Znany był także m.in. w Wielkiej Brytanii, Austrii, Francji, Niemczech.
Jest rozwinięciem pomysłu fenakistiskopu.